# 黃身裸胸鱔
黃身裸胸鱔，又稱黃身裸胸鯙、黑孔裸胸鱔、錢鰻、薯鰻、虎鰻，為輻鰭魚綱鰻鱺目鯙亞目鯙科的其中一種，分布於印度太平洋區，從東非至馬克薩斯群島海域，棲息深度1-58公尺，體長可達26公分，為底棲性魚類，生活在向海礁坡，屬肉食性，生活習性不明。

## 擴展閱讀
維基物種上的相關：黃身裸胸鱔